# Paranemonia cinerea
Paranemonia cinerea är en havsanemonart som först beskrevs av Contarini 1845.  Paranemonia cinerea ingår i släktet Paranemonia och familjen Actiniidae. Inga underarter finns listade i Catalogue of Life.